# 唐人街探偵 NEW YORK MISSION
『唐人街探偵 NEW YORK MISSION』（とうじんがいたんてい ニューヨークミッション、原題：唐人街探案2）は、2018年の中国映画である。別邦題『僕はチャイナタウンの名探偵2』。監督・脚本はチェン・スーチェン（陳思誠）が務め、ワン・バオチャン（王宝強）、リウ・ハオラン（劉昊然）、シャオ・ヤン（肖央）、妻夫木聡、ナターシャ・リュー・ボルディッツォらが出演する。『唐人街探偵 THE BEGINNING』（2015年）の続編であり、シリーズの2作目である。2018東京・中国映画週間では『僕はチャイナタウンの名探偵2』の邦題で上映された。

## ストーリー
中国警察学校の学生チン・フォン（リウ・ハオラン）は、探偵の叔父タン・レン（ワン・バオチャン）から、「彼女」であるアーシャンの結婚式に招待すると言われ、アメリカ・ニューヨークに到着する。しかし、会場に入るとアーシャンがいない上に、明らかに雰囲気がおかしい。そもそも、その日は中国の六曜で不吉な「忌」の日であった。
「結婚式」というのはタン・レンがチン・フォンを呼び寄せるための真っ赤なウソで、そこはスマホの推理アプリ「CRIMASTER」（クライマスター）の世界ランキングに入る探偵たちが集まる、賞金500万ドルを賭けた「世界名探偵大会」の会場であった。
大会の主催者は、「アメリカ中華街のゴッドファーザー」と呼ばれる中国系マフィアのボス、「七叔」ことウー・チーユエン（ケネス・ツァン）であった。孫のジェイソンが殺害され、臓器を取り出されるという猟奇殺人の被害に遭ったため、ウーは世界中の探偵をニューヨークに集め、高額賞金を賭けて7日間で事件を解決することにしたのである。
しかし、その後も同様の猟奇殺人は続く。現場に残された唯一の証拠は、中国の風水の記号「鎮霊符」であった。チン・フォンは叔父のタン・レン、香港の女性探偵でハッカーKIKO（シャン・ユーシエン）たちと協力し、事件の真相に迫っていく。しかし、探偵たちと並行して事件を捜査していたニューヨーク市警察の女性刑事チェン・イン（ナターシャ・リュー・ボルディッツォ）を猟奇殺人犯は新たなターゲットに定め…。
終盤で、ニューヨークの連続猟奇殺人事件を無事解決したタン・レンのもとに、大会に飽きて早々と日本に帰国してしまった探偵・野田 昊（妻夫木聡）から電話がかかってくる。チン・フォンとタン・レンは中国・北京に戻る前に、日本で起きている難事件を解決するために東京へと向かうのであった。

## キャスト

### 探偵チーム
- タン・レン（唐仁）[注釈 2]： ワン・バオチャン（王宝強）
本作の主人公。自堕落で大ボラ吹きな性格は相変わらずであるが、強いケンカの能力[注釈 5]と風水の知識を生かして、賞金の500万ドル欲しさにドタバタ劇を起こしながら甥のチン・フォンとともにニューヨークで発生した猟奇殺人事件の解決に挑む。タン・レン自身は推理アプリ「CRIMASTER」をプレイしたことがない。
- チン・フォン（秦風）[注釈 1]：リウ・ハオラン（劉昊然）
本作のもうひとりの主人公。本作では、中国の警察学校の学生という設定になった。推理アプリ「CRIMASTER」世界第2位。叔父のタン・レンに半ば騙されてニューヨークに渡航し、タン・レンとともに猟奇殺人事件の解決に挑む。前作同様、驚異的な記憶力と推理力を発揮するが、相変わらず緊張すると滑舌が若干悪くなる。
- ソン・イー（宋義）：シャオ・ヤン（肖央）[注釈 6]
行方不明の妹を探すため中国からニューヨークに来たものの、2年間のビザが切れて現在は不法滞在。推理アプリ「CRIMASTER」にも参加している。ニューヨークの中国語学校で教鞭をとるが、ウー（七叔）の手下のルーから今回の猟奇殺人の犯人と決めつけられ、ルーの手下たちから追われる身となる。
- KIKO：シャン・ユーシエン（尚語賢）
香港から大会に参加している、推理アプリ「CRIMASTER」世界第5位の女性探偵。ハッキングが得意で、世界の多言語に精通している。本作では初音ミクによく似た緑色のツインテールの髪型をしている。
- ワイルドブル・ビリー：ブレット・アザー[2]
アメリカから大会に参加している、推理アプリ「CRIMASTER」世界第9位の男性探偵。マッチョな元軍人で、犯罪を解決するために暴力も使う、短絡的で粗暴な性格の男。
- アーイマリ・クナーナ：バイ・リン（白霊）
インドネシアから大会に参加している、推理アプリ「CRIMASTER」世界第7位の女性探偵。謎の心霊術を事件解決に使おうとする。
- 野田 昊（のだ・ひろし）[注釈 7]：妻夫木聡
日本から大会に参加している男性探偵で、チン・フォンと推理アプリ「CRIMASTER」世界第2位の座を争っている。日中混血で、日本語、英語、中国語が話せる。上半身裸の写真をSNSにアップロードするナルシスト。今回の大会にはあまり関心を示さず、早々と日本に帰国してしまう[注釈 8]。
- イギリスの少女探偵：サヴィ・クロフォード[3]
イギリスから参加している探偵。
- 少女探偵の執事：プライス・ワルドマン[4]
- シャーリーン：ベンジャ・K・トーマス[5]
アメリカから参加している黒人の女性探偵。
- 双子の探偵 #1 ローガン・キャンベル：マット・ペルフェトゥオ[6]
- 双子の探偵 #2 ルーカス・キャンベル：マット・ペルフェトゥオ
双子の男性探偵。
- インドの探偵・プラサド：ケネス・マハラジ[7]

### 大会を主催するウー（七叔）の関係者
- ウー・チーユエン（伍志遠）（通称：チー・シュ（七叔））：ケネス・ツァン（曾江）
「世界名探偵大会」の主催者で、北米の中華街の「幇（ばん）」を全て取り仕切る、アメリカ中華街のゴッドファーザー。
- ルー・グオフー（陸国富）：ワン・シュン（中国語版）（王迅）
ウー（七叔）の手下で、人身売買などをシノギとしている卑劣な男。ソン・イーを事件の真犯人と勝手に決めつけ、ワイルドブル・ビリーとともにソンを追いかけ回すが、自らも4人目の被害者となってしまう。
- マー・リエン（馬臉）[注釈 9]：ヤン・ジンツー（楊金賜）[8]
ルーの手下で、カンフー服を着た面長な顔の男。
- トゥイ・イェン（対眼）[注釈 10]：ワン・チャンスー（王成思）[9]
ルーの手下で、カンフー服を着た寄り目で髭面の男。

### ニューヨーク市警察関係者
- チェン・イン（陳英）：ナターシャ・リュー・ボルディッツォ[注釈 11]（中国名：劉承羽）
ニューヨーク市警の美人女性刑事で、本作のマドンナ。流暢な英語と中国語を使い分ける。ウー（七叔）や探偵たちと連携して猟奇殺人の捜査に取り組むが…。
- トム警察副局長：アダム・ムッチ（アストゥリアス語版）[10]
チェンの上司。やたらと怒りっぽい性格[注釈 12]。
- ニューヨーク市警署長：トム・モアハウス[11]
- ジェームズ・スプリングフィールド：マイケル・ピット
ニューヨーク・スプリングフィールド病院の医師で、ニューヨーク市警の検死なども担当する。妻は中国人であり、ガンで亡くなっている。

### その他
- 中華街職業紹介所の女性：ファン・ティエンティエン（范湉湉）[9]
チン・フォンとタン・レンに、事件に関連する有益な情報を提供する。
- モウ・ヨウチェン（莫友乾）：ユン・ワー（元華）
ニューヨーク中華街の武館「莫家拳館」の館長で、タン・レンのカンフーの師匠。若干もうろくしており、チン・フォンが可愛い女の子に見えてしまう。「目潰し」「金的」「カンチョー」など、格闘家として反則と言える危険な技を連発して敵をなぎ倒す。
- 神州レンタカーの運転手：ジョー・ウォン（英語版）[注釈 13]（中国名：黄西）
モウがタン・レンに用意したレンタカーの運転手。女性刑事チェンを救うために先を急ぐタン・レンにいきなり殴り倒され、レンタカーのキャデラックを奪われてしまう。

### カメオ出演：オープニング
冒頭の「CRIMASTER」のプレイ画面で、前作に出演した俳優たちが古代中国の殺人事件の容疑者としてカメオ出演する。
- 容疑者A：サン・ピン（中国語版）（桑平）
前作で登場した3人組強盗団の一人。
- 容疑者B：チャオ・インジュン（中国語版）（趙英俊）
前作で登場した3人組強盗団の一人[注釈 14]。
- 容疑者C：あげまきの女性：ソン・ヤンフェイ（中国語版）（宋妍霏）

### カメオ出演：エンディング
- アーシャン（阿香）：トン・リーヤー（佟麗婭）
前作に出演したバンコク中華街No.1の美人大家。
- チェン・スーチェン（陳思誠）：チェン・スーチェン（陳思誠）
本作の監督。エンディングでアーシャンの結婚相手として登場し、空港でアーシャンにしつこくつきまとうタン・レンに3発の強烈なパンチをお見舞いする。なお、陳思誠と佟麗婭は本作撮影当時、実生活でも夫婦であった（2021年5月に離婚）。

## 挿入歌など
本作では、挿入歌としてテイラー・スウィフトの「Welcome to New York」が頻繁に使用されている。
| 曲名                                                    | 作詞                 | 作曲                 | 歌                   |
| ------------------------------------------------------- | -------------------- | -------------------- | -------------------- |
| Welcome to New York                                     | テイラー・スウィフト | テイラー・スウィフト | テイラー・スウィフト |
| 粉紅色的回億                                            | 袁麗人               | 張平福               | 韓寶儀               |
| 往事只能回味                                            | 林煌坤               | 劉家昌               | 非公表               |
| 搖滾唐人街（チャイナタウン・ロック）                    | 王家杰・任盈潔       | 王宗賢・下川和己     | 汪蘇瀧               |
| Happy扭腰（エンディングテーマ）                         | 南征北戦NZBZ         | 南征北戦NZBZ         | 南征北戦NZBZ         |
| GIMME THAT feat. 向井太一（日本語版エンディングテーマ） | JUVENILE・向井太一   | JUVENILE・向井太一   | JUVENILE・向井太一   |

## 興行収入
中国国内において、公開初日の興行収入は3億4,000万人民元を超え、座席稼働率も76.1％と高かった。公開後7日間の興行収入は21億人民元を超え、中国映画史上5位にランクした。

## 内容の類似性に関する指摘
本作における犯罪動機の骨格部分が、2002年制作の台湾映画「雙瞳」と酷似しているという指摘が存在する。